# فلافيا روبرتس
فلافيا روبرتس (بالإنجليزية: Flavia Roberts)‏ هي لاعبة الاسكواش برازيلية وبريطانية، ولدت في 29 يوليو 1961 في البرازيل.

## وصلات خارجية
- فلافيا روبرتس على موقع SquashInfo.com (الإنجليزية)